# 舞鶴朝鮮初中級学校
舞鶴朝鮮初中級学校（まいづるちょうせんしょちゅうきゅうがっこう、마이즈루조선초중급학교）は、かつて学校法人京都朝鮮学園が運営し京都府舞鶴市にあった朝鮮学校である。
京都北部の在日朝鮮人子弟を対象にした教育を行っていた各種学校（非一条校）だったが、生徒数の激減により休校となった。

## 沿革
- 1970年（昭和45年） - 開校
- 1973年（昭和48年） - 幼稚班設置
- 2005年（平成17年） - 休校

## 学科
- 中級部
- 初級部

## 所在地
- 〒624-0816 舞鶴市伊佐津231

※最寄り駅は、JR舞鶴線・京都丹後鉄道西舞鶴駅